# Predejane (selo)
Predejane je naselje u gradu Leskovcu, Jablanički upravni okrug, Srbija. Prema popisu iz 2022. godine u Predejanu je živjelo 297 stanovnika.